# باربارا دمیک
باربارا دمیک (انگلیسی: Barbara Demick) نویسنده، روزنامه نگار و سردبیر دفتر خبری روزنامهٔ لس‌آنجلس تایمز در پکن است. او به خاطر نگاشتن کتاب افسوس نمی‌خوریم، زندگی عادی مردم در کرۀ شمالی برنده جایزه ادبی ساموئل جانسون در سال ۲۰۱۰ شد. باربارا دمیک این کتاب را با انجام مصاحبه با پنج نفر از اتباع فراری کشور کره شمالی تنظیم کرده است.

باربارا دمیک در بین سال‌های ۲۰۰۶ تا ۲۰۰۷ یکی از استادان مدعو در دانشگاه با سابقهٔ پرینستون بود و در پایان سال ۲۰۰۷ به عنوان سردبیر روزنامه لس‌آنجلس تایمز در چین گماشته شد. او همچنین گه‌گاه با روزنامه The New Yorker همکاری می‌کند.
او نویسنده کتاب " خیابان لاگوینا: زندگی و مرگ در یک محله ای از سارایوو" می باشد. کتاب سوم او " بودا را بخور: زندگی و مرگ در یگ شهر تبت " می باشد که بر زندگی مردم نگبادا، سیچوان چین تمرکز میکند.

## زندگی نامه
دمیک در محله ریجوود، نیوجرسی بزرگ شد. او فارغ التحصیل رشته تاریخ اقتصاد از دانشگاه یال می باشد.
دمیک از سال 1993 تا 1997 خبرنگار The Philadelphia Inquirer در اروپای شرقی بود. او همراه با عکاس جان کاستلو، مجموعه‌ای از مقالات را تهیه کرد که در سال‌های 1994 تا 1996 به دنبال زندگی در یکی از خیابان‌های سارایوو در طول جنگ در بوسنی بود. این مجموعه برنده جایزه جورج پولک برای گزارش بین المللی، جایزه روزنامه نگاری رابرت اف کندی برای گزارش بین المللی و فینالیست برای پولیتزر در رده ویژگی ها بود. او بین سال‌های 1997 و 2001 از طرف روزنامه در خاورمیانه مستقر بود.
در سال 2001، دمیک به لس آنجلس تایمز نقل مکان کرد و اولین رئیس دفتر روزنامه در کره شد. دمیک گزارش گسترده ای در مورد حقوق بشر در کره شمالی گزارش داد و با تعداد زیادی از پناهندگان در چین و کره جنوبی مصاحبه کرد.  او بر تغییرات اقتصادی و اجتماعی در داخل کره شمالی و وضعیت زنان کره شمالی فروخته شده برای ازدواج در چین تمرکز کرد.  او یک سری مقالات گسترده درباره زندگی در شهر چونجین کره شمالی نوشت.
در سال 2005، دمیک یکی از برندگان جایزه آرتور راس آکادمی دیپلماسی آمریکا برای گزارش و تحلیل برجسته در امور خارجی بود.  در سال 2006، گزارش های او درباره کره شمالی برنده جایزه جو و لوری داین باشگاه مطبوعاتی خارج از کشور برای گزارشگری حقوق بشر و جایزه آزبورن الیوت انجمن آسیا برای تعالی روزنامه نگاری آسیایی شد. در همان سال، دمیک همچنین از سوی باشگاه مطبوعاتی لس آنجلس به عنوان روزنامه‌نگار چاپی سال انتخاب شد.
در سال 2010، او برنده جایزه ساموئل جانسون و دسته ی غیرداستانی برای اثر خود، افسوس نمیخوریم، زندگی عادی مردم در کره شمالی شد. این کتاب همچنین نامزد نهایی معتبرترین جایزه ادبی ایالات متحده، جایزه ملی کتاب بود. برای جایزه ملی حلقه منتقدان کتاب.  یک فیلم انیمیشن بلند بر اساس این کتاب و با همین عنوان قرار بود توسط اندی گلین کارگردانی شود.  این پروژه در سال 2012 راه اندازی شد و نسخه آزمایشی آن در سال 2015 منتشر شد. وضعیت آن از ژانویه 2018 مشخص نیست.